# Leandro Fernández
Leandro Sebastian Fernández, argentinski nogometaš, * 30. januar 1983, Rosario, Argentina.
Sodeloval je na nogometnemu delu poletnih olimpijskih iger leta 2004.